# Laphria albitibialis
Laphria albitibialis là một loài ruồi trong họ Asilidae. Laphria albitibialis được Macquart miêu tả năm 1847.